# Christoph Bertram (Journalist)
Christoph Bertram (* 3. September 1937 in Kiel) ist ein deutscher Journalist und Politikberater. Er war von 1997 bis 2005 Leiter der Stiftung Wissenschaft und Politik.

## Biographie
Bertram belegte ein Studium der Rechte und der Politischen Wissenschaft  in Berlin, Bonn, Paris. 1967 wurde er Assessor.
Bertram war Referendar in der Generaldirektion Auswärtige Beziehungen der Europäischen Kommission und ging dann als Studiendirektor an das International Institute for Strategic Studies (IISS) in London. Unter Verteidigungsminister Helmut Schmidt wirkte er am Aufbau des Planungsstabes auf der Hardthöhe mit. 1974 wurde er Direktor des IISS, 1982 kam er zur ZEIT, deren Redaktion er sechzehn Jahre lang als Chef des Ressorts Politik und als Diplomatischer Korrespondent angehörte. Bertram war Mitglied des Redaktionsausschusses des Foreign Policy Magazine, Washington, D.C. Mindestens von 1980 bis 1981 sowie von 1990 bis 1993 war Bertram Mitglied des Steering Committee der Bilderberg-Konferenzen und von 1978 bis 1998 regelmäßig Teilnehmer dieser Konferenzen. Bertram war außerdem im Bergedorfer Gesprächskreis engagiert. 
1997 wurde er Direktor der Stiftung Wissenschaft und Politik in Berlin. 
Ab 2005 hatte er eine Gastprofessur am SAIS Bologna Center der Johns Hopkins University inne. Bertram war bis 2009 Mitglied im Präsidium des Deutschen Evangelischen Kirchentages. Derzeit ist er Mitglied des Stiftungsrats des Berlin-Instituts für Bevölkerung und Entwicklung, das „Konzepte zur Lösung demografischer Probleme“ erarbeitet.

## Auszeichnungen
- 2001: Verdienstkreuz 1. Klasse
- 2006: Großes Bundesverdienstkreuz